# Tensiune tangențială

Forță tăietoare, T, aplicată în partea de sus a unui paralelipiped dreptunghic, în timp ce partea de jos este menținută fixă. Tensiunea tangențială rezultată, τ, deformează corpul într-un paralelipiped. Suprafața pe care acționează tensiunea este cea de sus a paralelipipedului, A.

În rezistența materialelor tensiunea tangențială (de obicei notată cu τ, litera tau din alfabetul grec) este componenta tensiunii, coplanară cu secțiunea transversală a corpului. Ea ia naștere din forța tăietoare (forța de forfecare), componenta vectorului forță, paralelă cu secțiunea transversală a corpului. Cealaltă componentă, tensiunea normală, este dată de componenta vectorului forță perpendiculară pe secțiunea transversală a corpului pe care acționează.

## Tensiunea tangențială în general
Formula de calcul a tensiunii tangențiale medii, τ, ca raport între forța tăietoare (forța de forfecare) și aria secțiunii:
{\displaystyle \tau ={\frac {T}{A}}}
unde T este forța tăietoare aplicată, iar A este aria secțiunii transversale.

### Forfecarea pură
Tensiunea tangențială de forfecare pură este legată de deformația specifică unghiulară, γ, prin următoarea ecuație:
{\displaystyle \tau =\gamma G\,}
unde G este modulul de elasticitate transversal al materialului izotrop, dat de
{\displaystyle G={\frac {E}{2(1+\nu )}}}
unde E este modulul de elasticitate longitudinal, iar ν este coeficientul lui Poisson.

### Forfecarea unei bare
Tensiunea tangențială la forfecarea unei bare apare când barei i se aplică o forță tăietoare:
{\displaystyle \tau ={\frac {TS}{bI}},}
unde
T este forța tăietoare în secțiunea respectivă;
S este momentul static al secțiunii;
b este lățimea secțiunii;
I este momentul de inerție axial al secțiunii.
Formula pentru forfecarea unei bare este cunoscută și ca formula tensiunii de forfecare Juravski după Dmitri Ivanovici Juravski⁠(d), care a stabilit-o în 1855.

### Tensiune tangențială dinamică
Fenomenul constă în solicitarea prin șoc a unui arbore forțat să-și modifice brusc momentul cinetic (respectiv viteza unghiulară = viteaza de rotație) în urma aplicării prin șoc a unui moment de torsiune M. Tensiunea tangențială este dată de fenomenul de răsucire și are valoarea maximă de scurtă durată:
{\displaystyle \tau ={\sqrt {\frac {2UG}{V}}},}
unde
U este  energia cinetică a arborelui;
G este modulul de elasticitate transversal;
V este volumul arborelui.
Variația energiei cinetice este energia de rotație plus energia aplicată prin șoc:
U = Urotație + Uaplicată;
Urotație = 1/2Jω2;
Uaplicată = Mθrăsucire;
unde
J este momentul de inerție masic al arborelui în rotație;
ω este viteza unghiulară;
θrăsucire este unghiul de răsucire datorită momentului M.